# Epiplatys
Der Name Epiplatys (griech. epi platys – sinng. „auf der oberen Seite flach“) bezeichnet eine Gattung in Afrika lebender Fische aus der Ordnung der Zahnkärpflinge (Cyprinodontiformes). Zu beachten ist hierbei allerdings, dass der deutsche Name Hechtlinge ebenso für die Gattungen Aplocheilus und Pachypanchax sowie die Familie Galaxiidae verwendet wird. Dadurch sind Verwechslungen möglich.

## Vorkommen
Das Verbreitungsgebiet der Gattung Epiplatys ist auf den westlichen Teil Afrikas zwischen dem Senegal, Nordangola und dem südlichen Sudan beschränkt.
Die Fische bewohnen dort kleine Bäche sowie Wasseransammlungen des Regenwaldes und der Savannengebiete.

## Erscheinung
Die Tiere erreichen je nach Art eine maximale Gesamtlänge von fünf bis zehn Zentimetern. Der Körper ist hechtartig langgestreckt und von annähernd rundem Querschnitt, Rückenflosse und Afterflosse sind zurückgesetzt. Die Rückenlinie ist gerade, das Maul oberständig.
Der Sexualdimorphismus ist je nach Art mehr oder weniger stark ausgeprägt, in der Regel bleiben die weiblichen Tiere deutlich kleiner, während die männlichen Tiere farbenprächtiger und ihre Flossen oft vergrößert sind.
Auf dem Kopf befindet sich das lichtempfindliche Pinealorgan, mit dem die an der Oberfläche lebenden Tiere Gefahren von oben in Form von Hell-Dunkel-Schwankungen wahrnehmen können.

## Lebensweise
Die Tiere leben oberflächenorientiert unter Schwimmpflanzen und den flutenden Teilen anderer Pflanzen. Sie ernähren sich als Lauerjäger hauptsächlich von ins Wasser gefallenen Insekten, Insektenlarven und wasserlebenden Wirbellosen, erbeuten aber auch kleinere Fischlarven.

## Fortpflanzung
Die Fische sind Haftlaicher. Nach einer Balz werden jeweils wenige Eier einzeln an feinfiedrigen Wasserpflanzen bzw. Wurzelfasern abgelegt. Die Entwicklungszeit der Eier beträgt artabhängig zwischen zehn und fünfzehn Tage. Eine Brutpflege durch die Elterntiere erfolgt nicht.
In Gefangenschaft erlangen die Tiere ihre Geschlechtsreife mit vier bis acht Monaten nach dem Schlupf und sind nach ein bis zwei Jahren ausgewachsen.

## Arten
Die Gattung Epiplatys umfasst folgende 53 Arten:
- Westliche/Savannen-Klade
  - Untergattung Kulonplatys Huber, 2024

- Epiplatys azureus Berkenkamp & Etzel, 1983
- Epiplatys barmoiensis Scheel, 1968 (Barmoi-Hechtling)
- Epiplatys cashneri Pezold, Ford & Schmidt, 2021
- Epiplatys coccinatus Berkenkamp & Etzel, 1982
- Epiplatys dauresi Romand, 1985
- Epiplatys fasciolatus (Günther, 1866) (Querstreifen-Hechtling)

- Synonyme: Epiplatys dorsalis Mayer, 1936; E. leonensis Ahl, 1937; E. matlocki Fowler, 1950

- Epiplatys guineensis Romand, 1994 (Guinea-Hechtling)
- Epiplatys hildegardae Berkenkamp, 1978 (Hildegards Hechtling)
- Epiplatys josianae Berkenkamp & Etzel, 1983
- Epiplatys kassiapleuensis Berkenkamp & Etzel 1977
- Epiplatys lamottei Daget, 1954
- Epiplatys njalaensis Neumann, 1976 (Njala-Hechtling)
- Epiplatys olbrechtsi Poll, 1941  
- Epiplatys puetzi Berkenkamp & Etzel, 1985

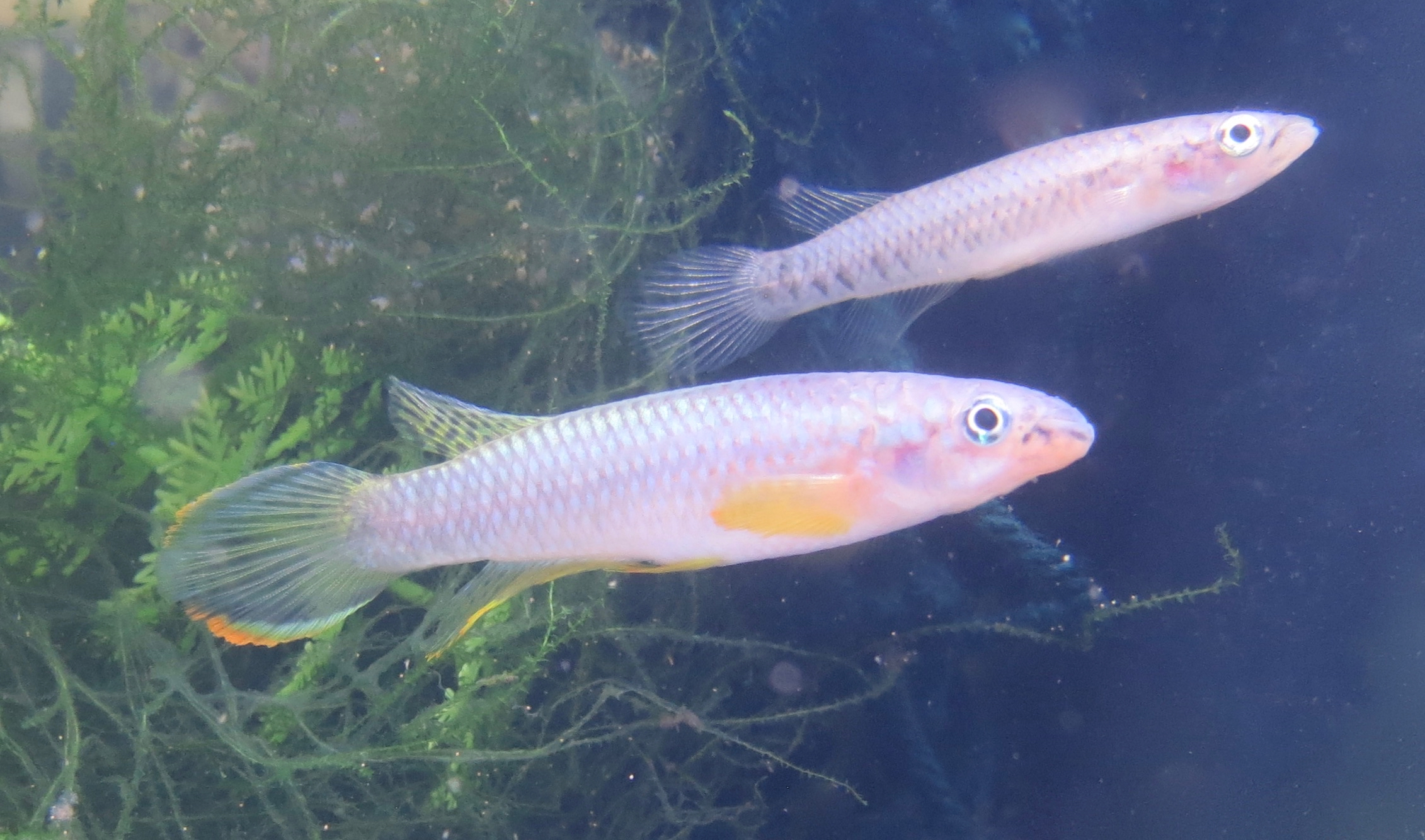
Epiplatys olbrechtsi

- Epiplatys roloffi Romand, 1978 (Roloffs Hechtling)
- Epiplatys ruhkopfi Berkenkamp & Etzel, 1980 (Ruhkopf-Hechtling)
- Epiplatys tototaensis Romand, 1978

- Synonym: Epiplatys huwaldi Berkenkamp & Etzel, 1978

- Epiplatys zimiensis Berkenkamp, 1977

- Untergattung Aphyoplatys Clausen, 1967

- Epiplatys duboisi Poll, 1952

- Untergattung Xerosplatys Huber, 2024

- Epiplatys bifasciatus (Steindachner, 1881) (Zweibandhechtling)

- Synonyme: Epiplatys baudoni (Pellegrin, 1922); E. ndelensis Fowler, 1949; E. steindachneri (Svensson, 1933); E. taeniatus (Pfaff, 1933)

- Epiplatys lokoensis Berkenkamp & Etzel, 1978
- Epiplatys spilargyreius (Duméril, 1861)

- Synonyme: Epiplatys acuticaudatus (Pellegrin, 1913); E. decemfasciatus (Pellegrin, 1934); E. lacazei (Rochebrune, 1885); E. marni (Boulenger, 1915); E. marnoi (Steindachner, 1881); E. senegalensis (Steindachner, 1870)

- Küsten-Klade
  - Untergattung Pseudepiplatys Clausen, 1967 Epiplatys annulatus

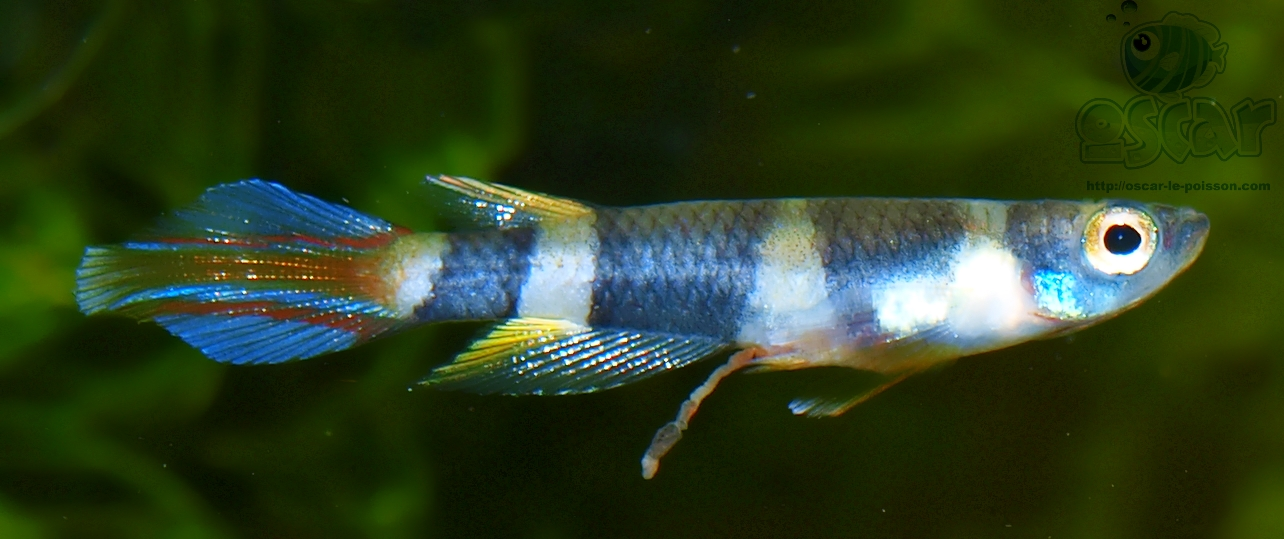
Epiplatys annulatus

- Epiplatys annulatus (Boulenger, 1915) (Ringelhechtling)

- Untergattung Lycocyprinus Peters, 1868

- Epiplatys chaperi (Sauvage, 1882) (Goldküstenhechtling)
- Epiplatys dageti Poll, 1953 (Querbandhechtling) 

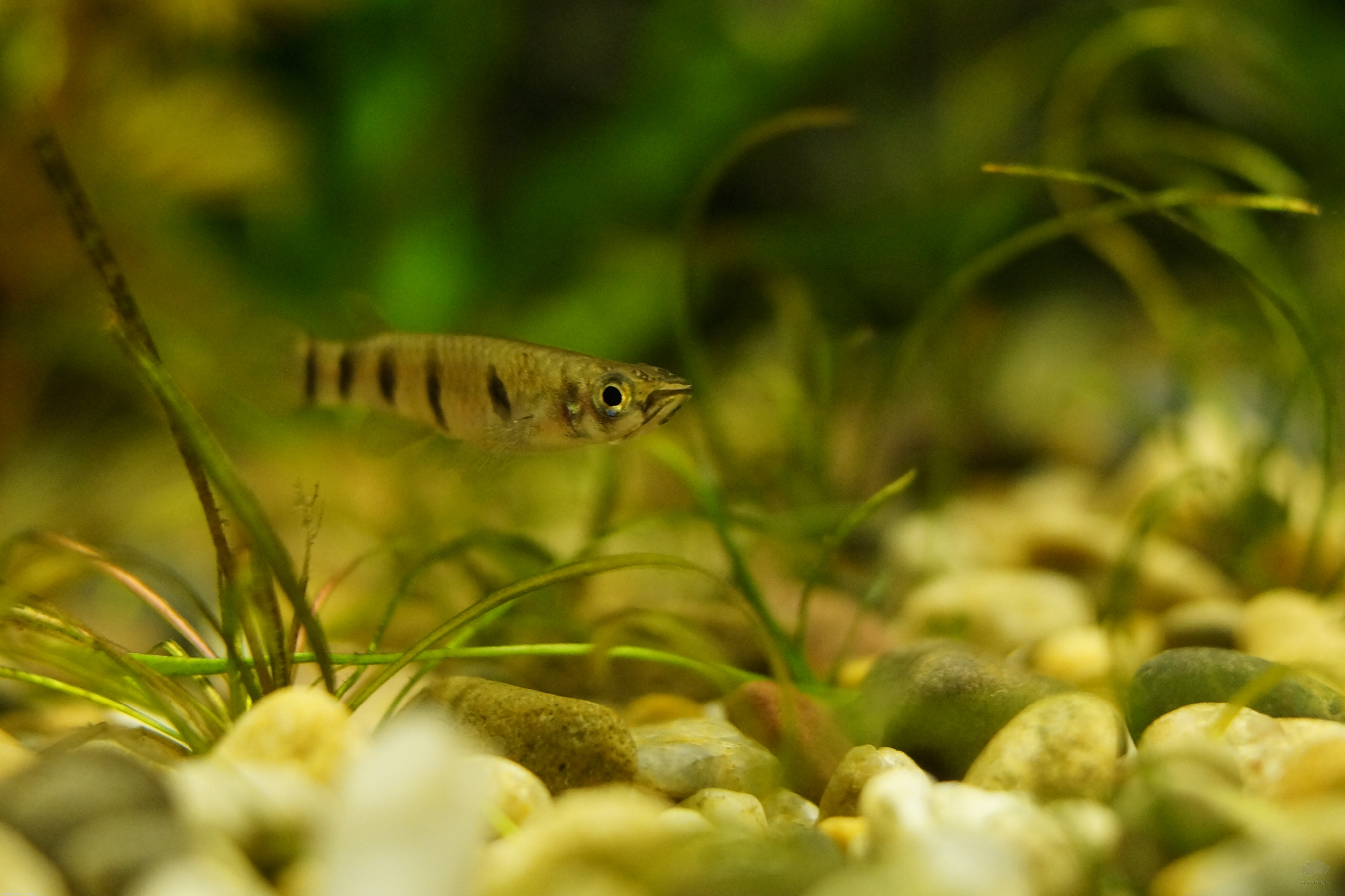
Epiplatys dageti

- Synonym: Epiplatys sexfasciatus Peters, 1864

- Epiplatys etzeli Berkenkamp, 1975 (Etzels Hechtling)
- Epiplatys monroviae Arnoult & Daget, 1965 (Monrovia-Hechtling)
- Epiplatys samborskii Neumann, 2003
- Epiplatys schreiberi Berkenkamp, 1975
- Epiplatys sheljuzhkoi Poll, 1953
- Epiplatys spillmanni Arnoult, 1960

- Untergattung Parepiplatys Clausen, 1967

- Epiplatys biafranus Radda, 1970 (Biafra-Hechtling)
- Epiplatys grahami (Boulenger, 1911) (Grahams Hechtling)

- Synonyme: Epiplatys nigromarginatus Schultze, 1937; E. superbus (Ahl, 1924)

- Epiplatys singa (Boulenger, 1899)

- Synonyme: Epiplatys chinchoxoanus (AHL, 1924); E. macrostigma (Boulenger, 1911); E. ornatus (Ahl, 1928)

- Untergattung Epiplatys s. s. Gill, 1862

- E. sexfasciatus-Komplex

- Epiplatys esekanus Scheel, 1968 (Eseka-Hechtling)
- Epiplatys infrafasciatus (Günther, 1866)
- Epiplatys longiventralis (Boulenger, 1911)
- Epiplatys rathkei Radda, 1970 (Rathkes Hechtling)
- Epiplatys sexfasciatus Gill, 1862 (Sechsbandhechtling)

- Synonym: Epiplatys rubropunctatus (Steindachner, 1867)

- Epiplatys togolensis Loiselle, 1971 (Togo-Sechsbandhechtling)
- Epiplatys zenkeri (Ahl, 1928)

- Synonym: Epiplatys baroi Berkenkamp, 1975

- E. ansorgii-Komplex

- Epiplatys ansorgii (Boulenger, 1911) (Ansorges Hechtling)
- Epiplatys berkenkampi Neumann, 1978
- Epiplatys huberi (Radda & Pürzl, 1981) (Hubers Hechtling)

- E. sangmelinensis-Komplex

- Epiplatys neumanni Berkenkamp, 1993 (Neumanns Hechtling)
- Epiplatys sangmelinensis (Ahl, 1928) (Sangmelima-Hechtling)

- Synonym: Epiplatys nyongensis (Ahl, 1928)

- E. chevalieri-Komplex

- Epiplatys atratus van der Zee, Mbimbi Mayi Munene & Sonnenberg, 2013
- Epiplatys boulengeri (Pellegrin, 1926) (Boulengers Hechtling)
- Epiplatys chevalieri (Pellegrin, 1904) (Chevaliers Hechtling)
- Epiplatys mesogramma Huber, 1980
- Epiplatys multifasciatus (Boulenger, 1913)
- Epiplatys nigricans (Boulenger, 1913)
- Epiplatys phoeniceps Huber, 1980 (Schönkopfhechtling)